# Kamena Vourla (Gemeinde)
Kamena Vourla (griechisch Καμένα Βούρλα (n. pl.)) ist eine griechische Gemeinde im Regionalbezirk Fthiotida in der Region Mittelgriechenland. Sie wurde zum 1. Januar 2011 aus den drei Vorgängergemeinden Kamena Vourla, Agios Konstantinos und Molos gebildet und hieß bis zum 19. Juli 2018 Molos-Agios Konstantinos. Danach erhielt sie den heutigen Namen. Sie hat ihren Sitz in der gleichnamigen Stadt Kamena Vourla mit rund 2700 Einwohnern.

## Geografie

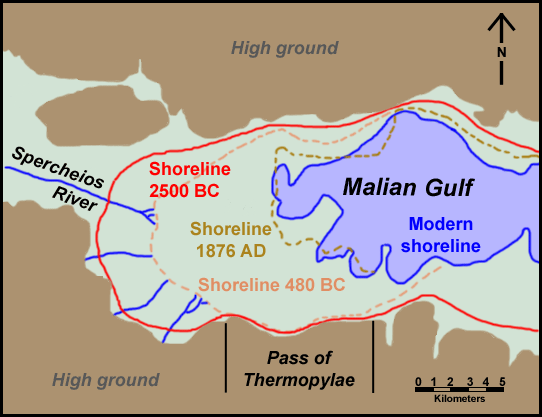
Karte mit heutigem und früheren Küstenverläufen am Malischen Golf

Die Gemeinde Kamena Vourla wird im Norden durch den Malischen Golf begrenzt. Im Süden, wo sie an die Gemeinde Amfiklia-Elatia grenzt, bildet das Kallidromo-Gebirge die Grenze. Im Westen reicht sie fast bis zu den Thermopylen, die jedoch schon zur Gemeinde Lamia gehören. Die Grenze im Osten zur Gemeinde Lokri bildet das Flussbett des Xerias. Die küstennahen Gebiete der Gemeinde bestehen hauptsächlich aus Alluvialböden und sind erst in den letzten 2500 Jahren durch Ablagerung von Geröll, Sand und Schlamm durch Flüsse entstanden. Die Ausdehnung der Gemeinde Kamena Vourla entspricht fast genau der Ausdehnung des epiknemidischen Lokris in der Antike.

## Gemeindegliederung
Die Gemeinde besteht aus drei Gemeindebezirken und 14 Ortsgemeinschaften. Diese wählen je nach Einwohnerzahl einen Rat oder einen einzelnen Vertreter als Lokalvertretung. Die Einwohnerzahlen stammen aus dem Ergebnis der Volkszählung 2021.

Lage des Gemeindebezirks Kamena Vourla

Lage des Gemeindebezirks Agios Konstantinos

Lage des Gemeindebezirks Molos

- Gemeindebezirk Kamena Vourla – Δημοτική Ενότητα Καμένων Βούρλων – 4361
  - Ortsgemeinschaft Kamena Vourla – Δημοτική Κοινότητα Καμένων Βούρλων – 2732
    - Kamena Vourla – Καμένα Βούρλα – 2672
    - Karya – Καρυά – 53
    - Skoufi – Σκούφη – 7

  - Ortsgemeinschaft Kainourgio – Δημοτική Κοινότητα Καινουργίου – 1115
    - Kainourgio – Καινούργιο – 1018
    - Agia Aikaterini – Αγία Αικατερίνη – 56
    - Agios Dimitrios – Άγιος Δημήτριος – 9
    - Neo Thronio – Νέο Θρόνιο – 32

  - Ortsgemeinschaft Reginio – Δημοτική Κοινότητα Ρεγκινίου – 514
    - Reginio – Ρεγκίνιο – 514
- Gemeindebezirk Agios Konstantinos – Δημοτική Ενότητα Αγίου Κωνσταντίνου – 2952
  - Ortsgemeinschaft Agios Konstantinos – Δημοτική Κοινότητα Αγίου Κωνσταντίνου – 2786
    - Agios Konstantinos – Άγιος Κωνσταντίνος – 2289
    - Akti – Ακτή – 75
    - Asproneri – Ασπρονέρι – 29
    - Longos – Λογγός – 341
    - Neochori – Νεοχώρι – 52

  - Ortsgemeinschaft Agnantis – Δημοτική Κοινότητα Αγνάντης – 166
    - Agnanti – Άγναντη – 115
    - Nea Agnanti – Νέα Άγναντη – 51
- Gemeindebezirk Molos – Δημοτική Ενότητα Μώλου – 3611
  - Ortsgemeinschaft Molos – Δημοτική Κοινότητα Μώλου – 1746
    - Molos – Μώλος – 1746

  - Ortsgemeinschaft Agia Triada – Δημοτική Κοινότητα Αγίας Τριάδος – 201
    - Agia Triada – Αγία Τριάδα – 201

  - Ortsgemeinschaft Agios Serafim – Δημοτική Κοινότητα Αγίου Σεραφείμ – 542
    - Agios Serafim – Άγιος Σεραφείμ – 512
    - Agios Stefanos – Άγιος Στέφανος – 18
    - Kammena Vourla – Καμμένα Βούρλα – 12

  - Ortsgemeinschaft Agios Chalambos – Δημοτική Κοινότητα Αγίου Χαραλάμπους – 34
    - Agios Chalambos – Άγιος Χαράλαμπος – 34

  - Ortsgemeinschaft Anavra – Δημοτική Κοινότητα Ανάβρας – 98
    - Anavra – Ανάβρα – 98

  - Ortsgemeinschaft Kallidromo – Δημοτική Κοινότητα Καλλιδρόμου – 83
    - Kallidromo – Καλλίδρομο – 83

  - Ortsgemeinschaft Komnina – Δημοτική Κοινότητα Κομνίνης – 197
    - Komnina – Κόμνινα – 197

  - Ortsgemeinschaft Mendenitsa – Δημοτική Κοινότητα Μενδενίτσης – 297
    - Mendenitsa – Μενδενίτσα – 275
    - Karavidia – Καραβίδια – 22

  - Ortsgemeinschaft Skarfia – Δημοτική Κοινότητα Σκαρφείας – 413
    - Skarfia – Σκάρφεια – 413